# 大桑迪溪 (阿肯色河支流)
大桑迪溪（英語：Big Sandy Creek）是阿肯色河的一条支流，长340千米，源于科羅拉多州厄爾巴索縣的佩顿，流经艾伯特縣、林肯縣、夏延縣、凱厄瓦縣，最终在普洛韋斯縣拉马尔以东注入阿肯色河。